# 4-Stunden-Rennen von Silverstone 2019, 2. Rennen

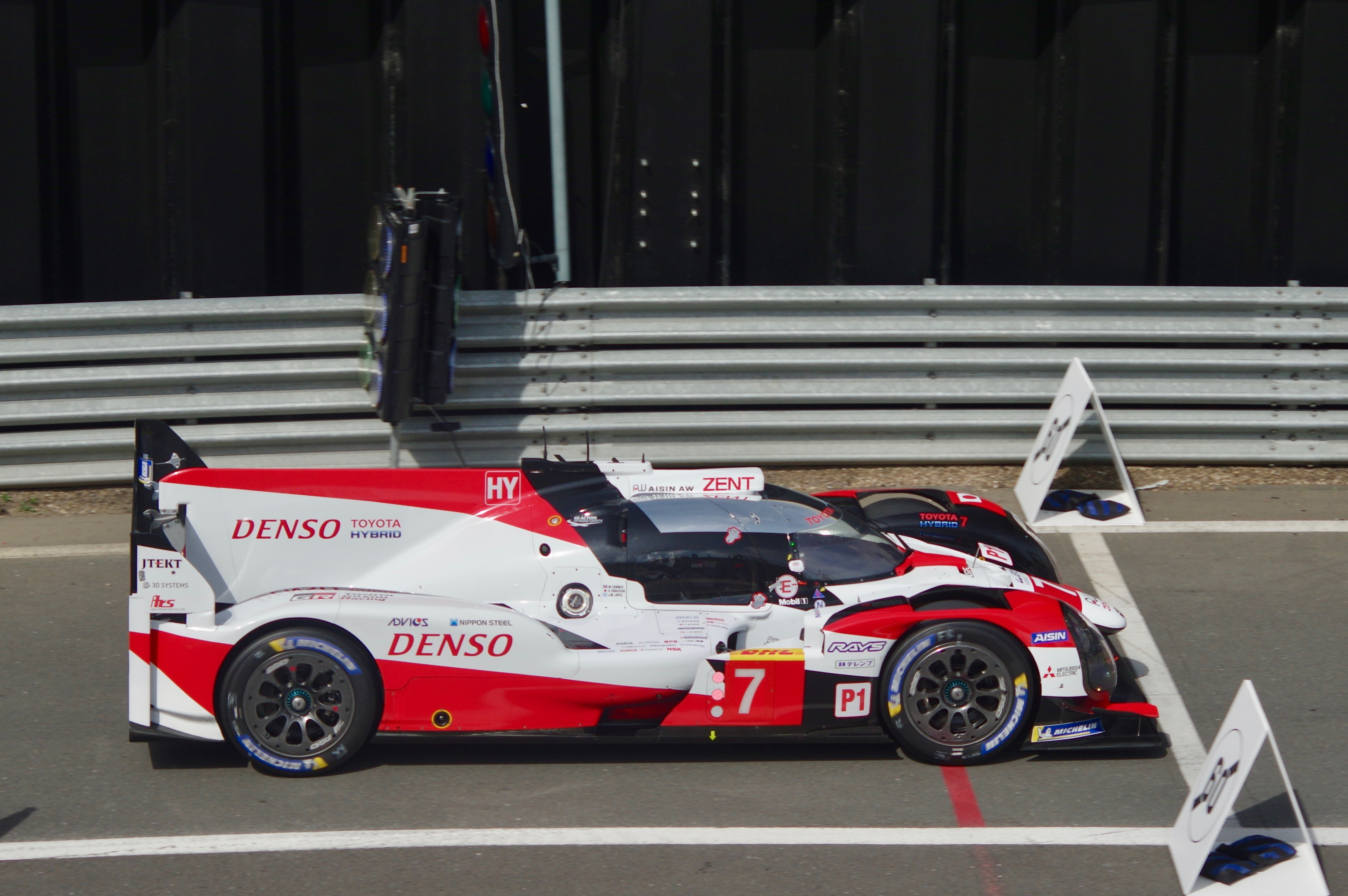
Das Gesamtsieger-Fahrzeug, der Toyota TS050 Hybrid mit der Nummer 7

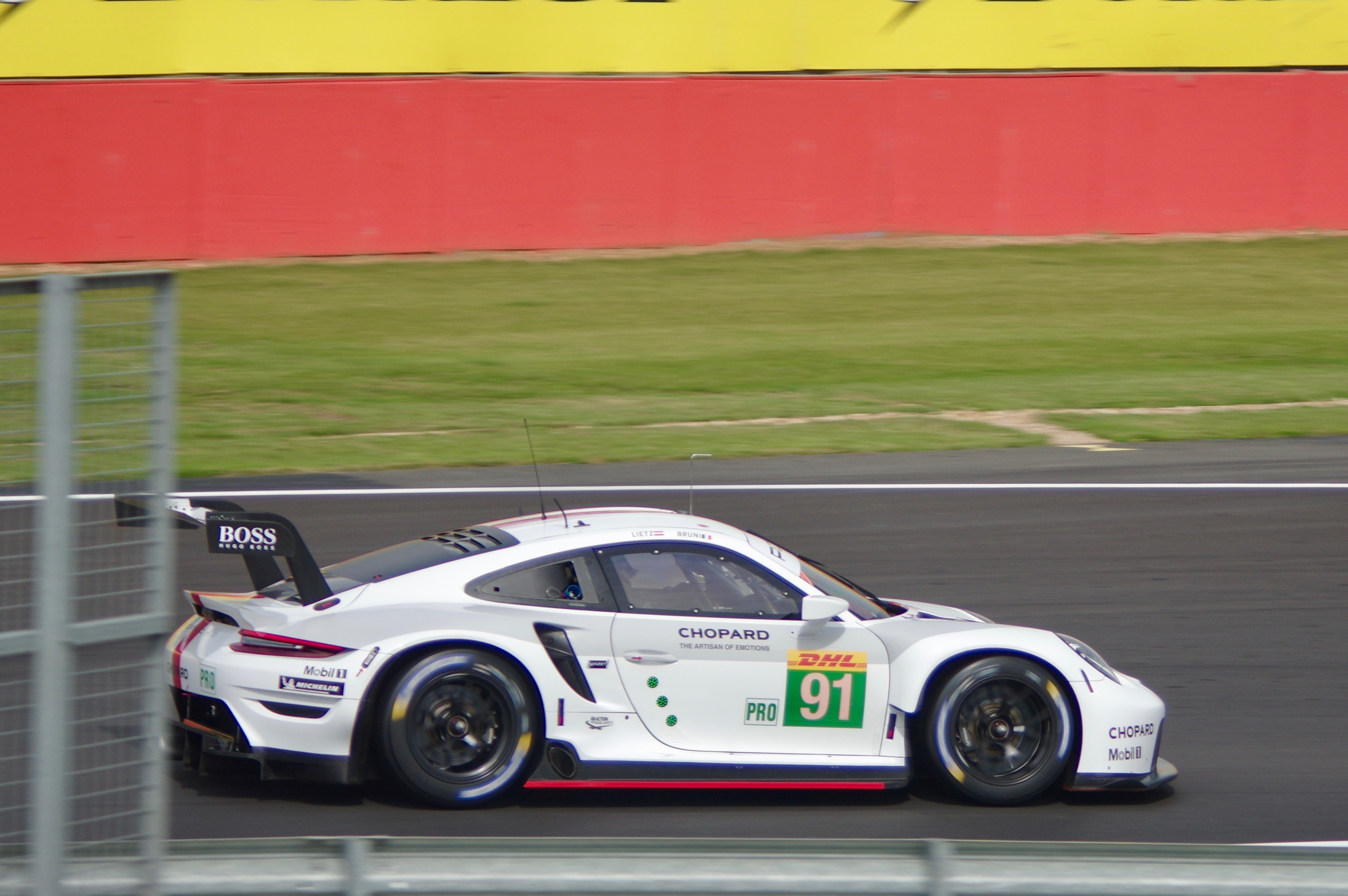
Der Porsche 911 RSR mit der Nummer 91, das Siegerfahrzeug der LMGTE Pro Klasse

Das 4-Stunden-Rennen von Silverstone 2019, 2. Rennen, auch 4 Hours of Silverstone und RAC Tourist Trophy 2019, fand auf dem Silverstone Circuit statt und war der erste Wertungslauf der FIA-Langstrecken-Weltmeisterschaft 2019/20. Das 4-Stunden-Rennen von Silverstone wurde 2019 zweimal ausgefahren. Am 31. August gingen die Fahrzeuge der European Le Mans Series beim 4-Stunden-Rennen von Silverstone 2019, 1. Rennen an den Start, einen Tag später, am 1. September, fuhren die Fahrzeuge der FIA-Langstrecken-Weltmeisterschaft ihr Rennen aus.

## Vor dem Rennen
Zum ersten Rennen der in eine Wintersaison geänderten Langstrecken-Weltmeisterschaft 2019/20 wurden 31 Fahrzeuge in die Meldeliste eingetragen.
Im ersten freien Training konnte der Franzose Norman Nato im privat eingesetzten Rebellion R13 die Bestzeit vor den Werks-Toyotas fahren. In den beiden folgenden Trainings erzielten die Toyotas allerdings erwartungsgemäß wieder die Spitzenpositionen.
Die Qualifikationssitzung startete am Samstag mit den Fahrzeugen der beiden Gran-Turismo-Klassen. In der LMGTE-Pro-Klasse gab es eine Doppelpole für die Ferraris. James Calado und Alessandro Pier Guidi sicherten sich die Pole-Position vor ihren Teamkollegen Davide Rigon und Miguel Molina. In der LMGTE-Am-Klasse erreichte der Aston Martin Vantage AMR, eingesetzt von TF Sport, die beste Startposition vor dem Team Project 1 Porsche 911 RSR. Danach folgte die Qualifikationssitzung der Le-Mans-Prototypen. Giedo van der Garde und Job van Uitert kamen im Oreca 07 auf die beste Startposition vor dem gleichen Fahrzeug des Teams United Motorsport. In der LMP1-Klasse fuhren Kamui Kobayashi und Mike Conway im Toyota TS050 Hybrid auf die Pole-Position, vor dem Toyota-Schwester-Fahrzeug. Bester privat eingesetzter LMP1-Prototyp wurde der Rebellion R13, gefahren von Gustavo Menezes und Bruno Senna.

## Das Rennen
Zum Start des zweiten 4-Stunden-Rennens an diesem Wochenende standen 30 Fahrzeuge in der Startaufstellung; der Porsche vom Team Project 1 mit der Nummer 57 musste wegen eines Kupplungsschadens im Training aus der Boxengasse starten. Bei noch trockenem Wetter wurde das Rennen gestartet. In der zweiten Rennrunde blieb der Oreca 07 des United Autosports Teams mit Rauchentwicklung stehen, was zum ersten Einsatz des Safety Cars führte. Sechs Runden später wurde das Rennen wieder freigegeben. Der Ginetta G60-LT-P1 mit der Nummer 6 verlor in der 15. Runde ein Hinterrad. Das Fahrzeug fiel ans Ende des Feldes zurück. Nach 90 Rennminuten fing es an zu regnen. Bei der Nässe kollidierte der AF Corse Ferrari mit der Nummer 71 und konnte das Rennen nicht wieder aufnehmen.
Die ständig wechselnden Wetterbedingungen sorgten immer wieder für unplanmäßige Boxenstopps der Teams, um die Reifen an das Wetter anzupassen.
Das Rennen gewannen Conway, Kobayashi und López im Toyota TS050 vor ihren Teamkollegen Buemi, Nakajima und Hartley; Dritter wurde der Rebellion R13, gefahren von Berthon, Durani und Duval. Sieger in der LMP2-Klasse wurde der Oreca 07 vom Cool Racing Team vor dem Alpine A470 des Signatech Alpine Elf Teams. Porsche gelang in der LMGTE-Pro-Klasse ein Doppelsieg, Bruni und Lietz platzierten sich vor dem Schwesterfahrzeug, gefahren von Christensen und Estre. Die LMGTE-Am-Klasse gewann der AF Corse Ferrari mit der Nummer 83.

## Ergebnisse

### Schlussklassement
| Pos.        | Klasse    | Nr. | Team                  | Fahrer                                                  | Fahrzeug                 | Runden |
| ----------- | --------- | --- | --------------------- | ------------------------------------------------------- | ------------------------ | ------ |
| 1           | LMP1      | 7   | Toyota Gazoo Racing   | Mike Conway Kamui Kobayashi José María López            | Toyota TS050 Hybrid      | 129    |
| 2           | LMP1      | 8   | Toyota Gazoo Racing   | Sébastien Buemi Kazuki Nakajima Brendon Hartley         | Toyota TS050 Hybrid      | 129    |
| 3           | LMP1      | 3   | Rebellion Racing      | Nathanaël Berthon Luís Felipe Derani Loïc Duval         | Rebellion R13            | 128    |
| 4           | LMP1      | 5   | Team LNT              | Charlie Robertson Ben Hanley Jegor Orudschew            | Ginetta G60-LT-P1        | 124    |
| 5           | LMP2      | 5   | Cool Racing           | Nicolas Lapierre Antonin Borga                          | Oreca 07                 | 124    |
| 6           | LMP2      | 36  | Signatech Alpine Elf  | Thomas Laurent Andre Negrao Pierre Ragues               | Alpine A470              | 124    |
| 7           | LMP2      | 29  | Racing Team Nederland | Frits van Eerd Giedo van der Garde Job van Uitert       | Oreca 07                 | 124    |
| 8           | LMP2      | 37  | Jackie Chan DC Racing | Ho-Pin Tung Gabriel Aubry Will Stevens                  | Oreca 07                 | 124    |
| 9           | LMP2      | 38  | Jota Sport            | Roberto González Antonio Felix da Costa                 | Oreca 07                 | 124    |
| 10          | LMP1      | 1   | Rebellion Racing      | Bruno Senna Gustavo Menezes Norman Nato                 | Rebellion R13            | 123    |
| 11          | LMP2      | 47  | Cetilar Racing        | Roberto Lacorte Andrea Belicchi Giorgio Sernagiotto     | Dallara P217             | 122    |
| 12          | LMP2      | 33  | High Class Racing     | Mark Patterson Kenta Yamashita Anders Fjordbach         | Oreca 07                 | 122    |
| 13          | LMGTE Pro | 91  | Porsche GT Team       | Gianmaria Bruni Richard Lietz                           | Porsche 911 RSR          | 115    |
| 14          | LMGTE Pro | 92  | Porsche GT Team       | Michael Christensen Kévin Estre                         | Porsche 911 RSR          | 115    |
| 15          | LMGTE Pro | 97  | Aston Martin Racing   | Alex Lynn Maxime Martin                                 | Aston Martin Vantage AMR | 115    |
| 16          | LMGTE Pro | 51  | AF Corse              | James Calado Alessandro Pier Guidi                      | Ferrari 488 GTE EVO      | 115    |
| 17          | LMGTE Pro | 95  | Aston Martin Racing   | Nicki Thiim Marco Sørensen                              | Aston Martin Vantage AMR | 114    |
| 18          | LMGTE Am  | 83  | AF Corse              | Nicklas Nielsen Emmanuel Collard François Perrodo       | Ferrari 488 GTE EVO      | 114    |
| 19          | LMGTE Am  | 98  | Aston Martin Racing   | Paul Dalla Lana Darren Turner Ross Gunn                 | Aston Martin Vantage AMR | 113    |
| 20          | LMGTE Am  | 70  | MR Racing             | Motoaki Ishikawa Olivier Beretta Kei Cozzolino          | Ferrari 488 GTE EVO      | 113    |
| 21          | LMGTE Am  | 86  | Gulf Racing           | Mike Wainwright Andrew Watson Ben Barker                | Porsche 911 RSR          | 113    |
| 22          | LMGTE Am  | 77  | Dempsey-Proton Racing | Christian Ried Matt Campbell Riccardo Pera              | Porsche 911 RSR          | 113    |
| 23          | LMGTE Am  | 56  | Team Project 1        | Egidio Perfetti David Kolkmann Matteo Cairoli           | Porsche 911 RSR          | 113    |
| 24          | LMGTE Am  | 90  | TF Sport              | Salih Yoluç Charlie Eastwood Jonny Adam                 | Aston Martin Vantage AMR | 113    |
| 25          | LMGTE Am  | 62  | Red River Sport       | Bonamy Grimes Johnny Mowlem Charlie Hollings            | Ferrari 488 GTE EVO      | 113    |
| 26          | LMGTE Am  | 54  | AF Corse              | Thomas Flohr Francesco Castellacci Giancarlo Fisichella | Ferrari 488 GTE EVO      | 113    |
| 27          | LMGTE Am  | 57  | Team Project 1        | Ben Keating Felipe Fraga Jeroen Bleekemolen             | Porsche 911 RSR          | 112    |
| 28          | LMP1      | 6   | Team LNT              | Mike Simpson Oliver Jarvis Guy Smith                    | Ginetta G60-LT-P1        | 112    |
| 29          | LMGTE Am  | 88  | Dempsey-Proton Racing | Thomas Preining Gianluca Giraudi Ricardo Sanchez        | Porsche 911 RSR          | 111    |
| Ausgefallen |           |     |                       |                                                         |                          |        |
| 30          | LMGTE Pro | 71  | AF Corse              | Davide Rigon Miguel Molina                              | Ferrari 488 GTE EVO      | 54     |
| 31          | LMP2      | 22  | United Autosports     | Philip Hanson Filipe Albuquerque Paul di Resta          | Oreca 07                 | 2      |

### Nur in der Meldeliste
Zu diesem Rennen sind keine weiteren Meldungen bekannt.

### Klassensieger
| Klasse    | Fahrer           | Fahrer           | Fahrer           | Fahrzeug            | Platzierung im Gesamtklassement |
| --------- | ---------------- | ---------------- | ---------------- | ------------------- | ------------------------------- |
| LMP1      | Mike Conway      | Kamui Kobayashi  | José María López | Toyota TS050 Hybrid | Gesamtsieg                      |
| LMP2      | Nicolas Lapierre | Antonin Borga    |                  | Oreca 07            | Rang 5                          |
| LMGTE Pro | Gianmaria Bruni  | Richard Lietz    |                  | Porsche 911 RSR     | Rang 13                         |
| LMGTE Am  | Nicklas Nielsen  | Emmanuel Collard | François Perrodo | Ferrari 488 GTE EVO | Rang 18                         |

### Renndaten
- Gemeldet: 31
- Gestartet: 31
- Gewertet: 29
- Rennklassen: 4
- Zuschauer: unbekannt
- Wetter am Renntag: Wechselhaft, regnerisch
- Streckenlänge: 5,891 km
- Fahrzeit des Siegerteams: 4:00:57,709 Stunden
- Gesamtrunden des Siegerteams: 129
- Gesamtdistanz des Siegerteams: 759,939 Kilometer
- Siegerschnitt: unbekannt
- Pole-Position: Kamui Kobayashi & Mike Conway – Toyota TS050 Hybrid (#7) – 1:36,015[7]
- Schnellste Rennrunde: Kamui Kobayashi – Toyota TS050 Hybrid (#7) – 1:35,992[8]
- Rennserie: 1. Lauf zur FIA-Langstrecken-Weltmeisterschaft 2019/20